# Puxin
Puxin (chinesisch 埔心鄉, Pinyin Pǔxīn xiāng, taiwanisch: Po͘-sim-hiong) ist eine Landgemeinde des Landkreises Changhua in der Republik China (Taiwan).

## Lage und Beschreibung

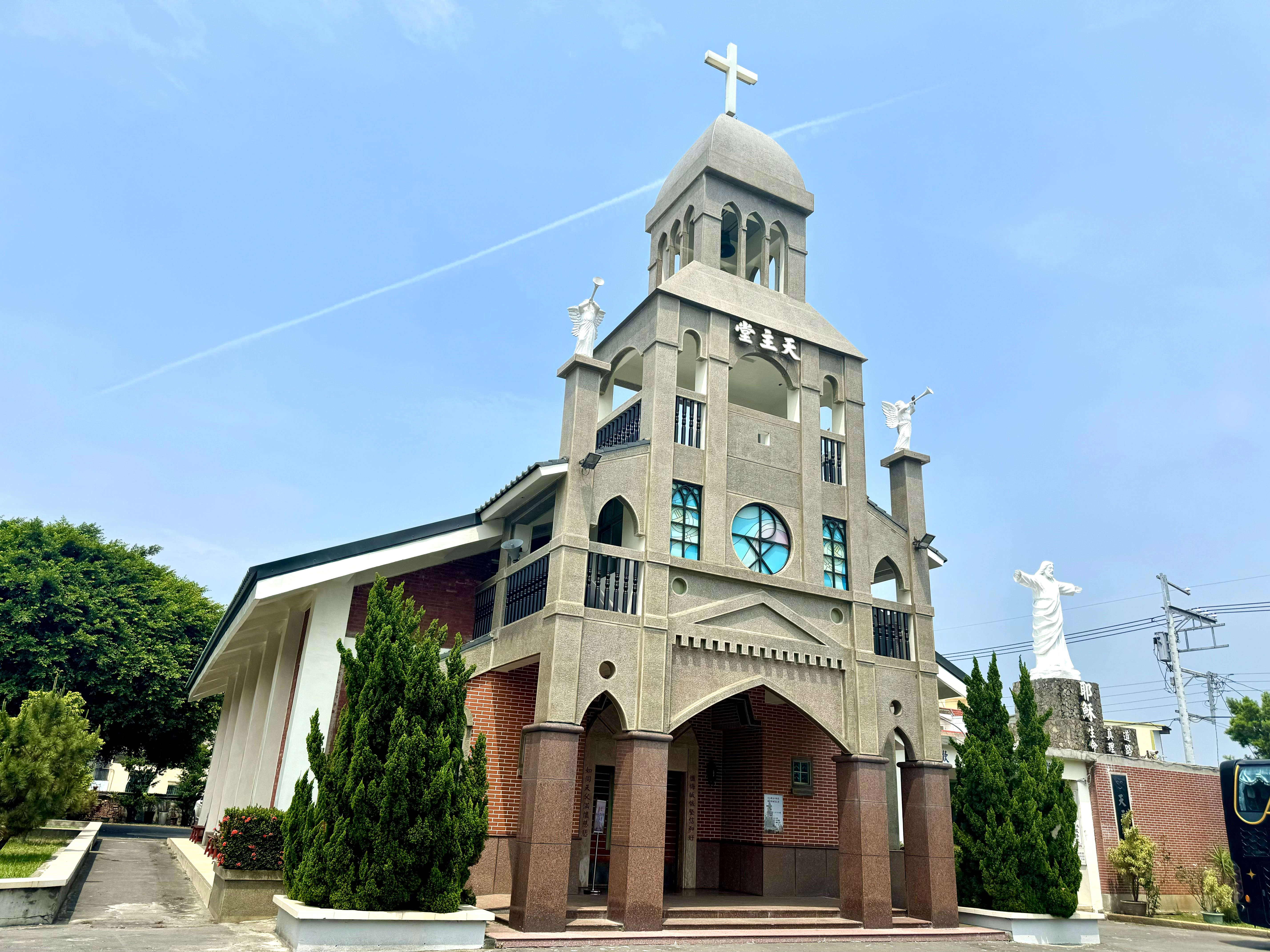
Die Namen-Jesu-Kirche in Luocuo

Puxin liegt in der Changhua-Ebene im Zentrum des Landkreises Changhua. Die Gemeinde grenzt im Norden an Dacun, im Osten an Yuanlin, im Süden an Yongjing und im Westen an Xihu. Im Gemeindegebiet verläuft der Fluss Lugang (鹿港溪) von Südost nach Nordwest. Das Klima ist subtropisch und vom Monsun geprägt.
Mit etwa 1600 Einwohnern je km² war Puxin im September 2024 eine der am dichtesten besiedelten Landgemeinden (鄉 xiāng) Taiwans. Mehr als die Hälfte der Bevölkerung gehört der Gruppe der Hakka an.

## Geschichte
Puxin wurde seit Beginn des 17. Jahrhunderts von chinesischen Einwanderern besiedelt und das Land urbar gemacht. Für die Landwirtschaft wurden Bewässerungskanäle angelegt.
Der Ortsname Puxin bedeutet „Inmitten des Flachlands“. Zur japanischen Kolonialzeit hieß das Gebiet zeitweise Poxin (坡心). 1946 in Puxin zurückbenannt, wurde die Gemeinde 1950 in den neuen Landkreis Changhua eingegliedert.

## Verkehr und Wirtschaft
Puxin wird von der Provinz-Schnellstraße 76 (Nordwest nach Südost) und der Kreisstraße 148 (West nach Ost) durchquert. Die Autobahn Nationalstraße 1 verläuft durch Puxins Nachbargemeinden, mit einer Abfahrt im nahegelegenen Puyan.
Puxin ist landwirtschaftlich geprägt. Das wichtigste Erzeugnis ist Reis (Nassreisanbau), daneben sind Weintrauben, Guaven, Mango, Bananen und Ponkan von Bedeutung.

## Kultur und Sehenswürdigkeiten

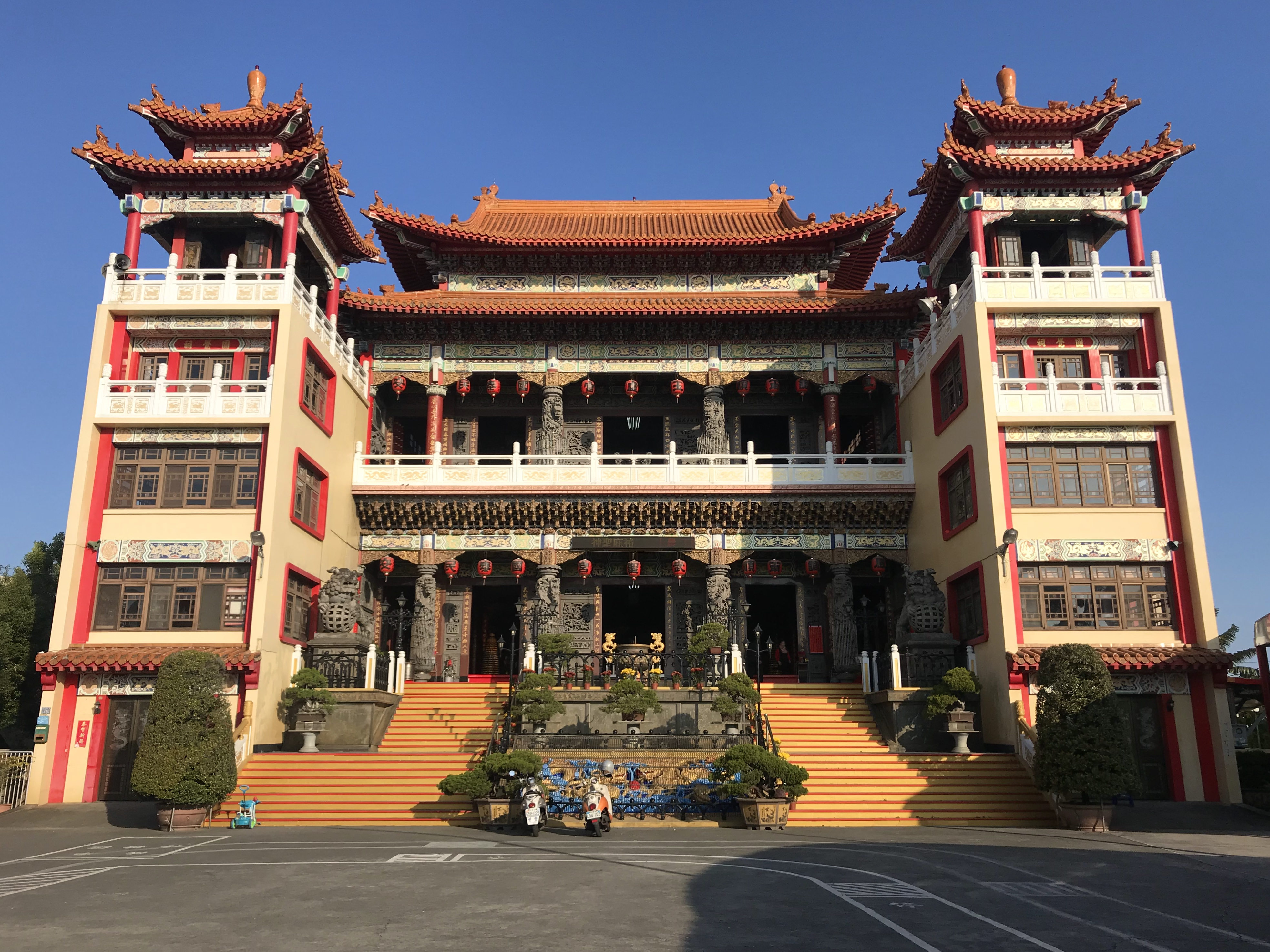
Der Wusheng Gong

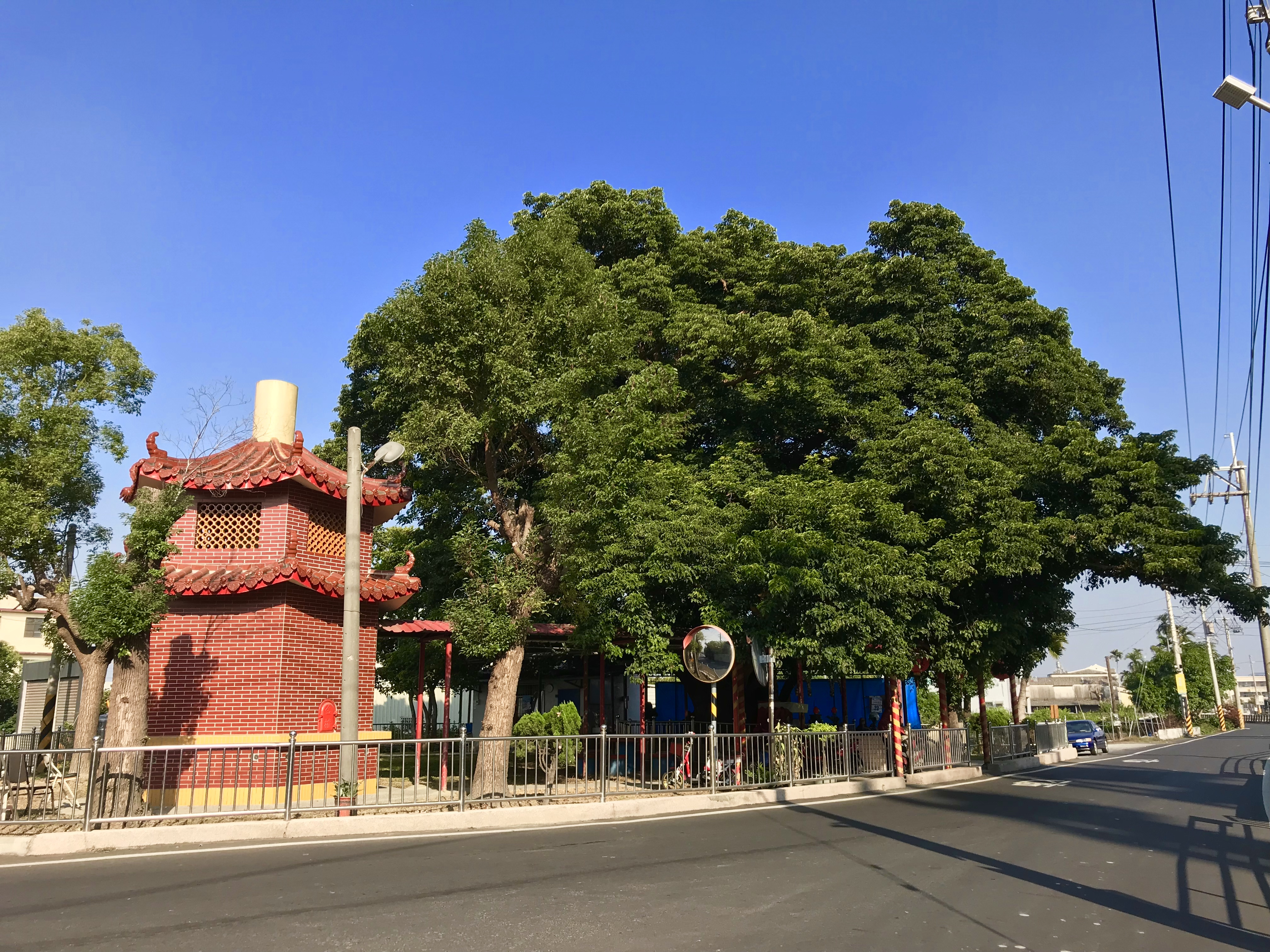
Ka-tang-kong

In Puxin gibt es eine Reihe daoistischer und buddhistischer Tempel. Der größte ist der dem Gott Guan Di gewidmete Wusheng Gong (武聖宮). Der Springbrunnen des Tempels steht im Ruf, heiliges Wasser zu führen, was in der Vergangenheit viele Gläubige bewog, aus ihm zu trinken, bis der Brunnen aufgrund der Gefahr für Kinder eingezäunt wurde.
Im Dorf Taiping am nördlichen Rand der Gemeinde steht eine jahrhundertealte Bischofia javanica namens Ka-tang-kong (茄苳公 Jiadong Gong), die als heiliger Baum verehrt und besonders während des Mittherbstfestes besucht wird. Neugeborene Kinder können den Baum zum Paten nehmen und Amulette mit seinen Blättern gelten als Glücksbringer.
Ende des 19. Jahrhunderts gründeten spanische Dominikaner im Dorf Luocuo eine katholische Gemeinde und errichteten im Jahr 1882 eine Kirche, die Namen-Jesu-Kirche Luocuo (羅厝耶穌聖名堂 Luocuo Yesu Shengming Tang). Sie gehört zum Bistum Taichung und erhielt ihr heutiges Äußeres im Jahr 1975.
Mehr als 50 % der Bewohner Puxins gehören der Volksgruppe der Hakka an, die Hakka-Sprache ist hier allerdings nicht mehr in Gebrauch.